# Tacinga werneri
Tacinga werneri är en kaktusväxtart som först beskrevs av Urs Eggli, och fick sitt nu gällande namn av Nigel Paul Taylor och Stuppy. Tacinga werneri ingår i släktet Tacinga och familjen kaktusväxter. Inga underarter finns listade i Catalogue of Life.